# غابريل نادي
غابريل نادي (بالفرنسية: Gabriel Naudé)‏ (2 فبراير 1600 - 10 يوليو 1653) هو أمين مكتبة وباحث فرنسي. كتب في العديد من المواضيع بما ذلك السياسة والدين والتاريخ والخوارق.

## روابط خارجية
- غابريل نادي على موقع الموسوعة البريطانية (الإنجليزية)